# Kabezi
Kabezi är en kommun i Burundi. Den ligger i provinsen Bujumbura Rural, i den västra delen av landet, 17 kilometer söder om Burundis största stad Bujumbura.